# Nuvema
N.V. Nederlandse Uitvaart Verzekering Maatschappij N.U.V.E.M.A. is een Nederlandse verzekeringsmaatschappij die zich gespecialiseerd heeft in natura uitvaartverzekeringen. Het hoofdkantoor van Nuvema is thans gevestigd in Huize Canton in Baarn.

## Geschiedenis
Nuvema vindt haar oorsprong in de Stichting Begrafenisfonds Groningen welke opgericht is in 1949 te Groningen. De naam werd medio 1958 veranderd in N.V. Nederlandse Uitvaart Verzekering Maatschappij N.U.V.E.M.A.. In 1984 werd Nuvema onderdeel van de Conservatrix Groep en verhuisde het bedrijf naar Baarn, alwaar het gehuisvest is in 'Huize Canton'.
Nuvema stond in 2006 aan de wieg van de uitvaartpolis voor de Nederlandse Kwaliteitsraad Uitvaartverzorging (NKU).
In 2009 heeft Nuvema de portefeuille van uitvaartverzekeraar Securitas overgenomen.
Vanaf 5 augustus 2018 heet het bedrijf geen Nuvema meer, maar Lifetri.

## Het bedrijf
Nuvema biedt producten aan op het gebied van natura uitvaartverzekeringen onder andere via een landelijk netwerk van uitvaartverzorgers. In 2010 telt het bedrijf ongeveer 60 medewerkers.
In 2015 was het bruto-inkomen 20,3 miljoen. Nuvema staat al langere tijd in de top 10 van uitvaartverzekeraars op basis van de bruto inkomsten.